# 大同 (薛幹臣)
大同（だいどう）は、中華民国時代に大同国を樹立し自立した薛幹臣が建てた私年号。1929年。

## 西暦との対照表
| 皇清     | 元年     |
| 西暦     | 1929年   |
| 中華民国 | 民国18年 |
| 干支     | 己巳     |